# 内山勝利
内山 勝利（うちやま かつとし、1942年1月31日 - ）は、日本の西洋古典学者・ギリシア哲学研究者。京都大学名誉教授。古代ギリシア哲学専攻。

## 来歴
1967年京都大学文学部哲学専修卒、1975年同大学院博士課程中退。在学中は藤沢令夫に師事する。関西大学助教授、1988年京大文学部助教授、教授、2005年定年退官し名誉教授。日本西洋古典学会委員長（第9代、2004年6月～10年6月）も務めた。
2008年『哲学の歴史』で毎日出版文化賞を共同受賞。

## 著書
- 『哲学の初源へ ギリシア思想論集』世界思想社 2002
- 『対話という思想 プラトンの方法叙説』岩波書店 2004
- 『ここにも神々はいます』岩波書店 2008
- 『プラトン「国家」逆説のユートピア』岩波書店 2013
- 『変貌するギリシア哲学』岩波書店 2022

### 共編
- 『西洋哲学史 古代・中世編』ミネルヴァ書房 1996。中川純男共著
- 『岩波 新・哲学講義2 神と実在へのまなざし』全9巻、岩波書店 1998。編集委員
- 『哲学の歴史』全12巻、中央公論新社 2007-2008。小林道夫、中川純男、松永澄夫共編
- 『ソクラテス以前哲学者断片集』全6巻、岩波書店 1996-1998、復刊 2009。編者代表
- 『アリストテレス全集』全20巻・別巻（総索引）岩波書店 2013-。中畑正志、神崎繁と編集委員
- 『プラトンを学ぶ人のために』世界思想社 2014。編者代表

## 訳・共訳
- R・S・ブラック 『プラトン入門』（岩波文庫 1992）
- ガレノス『自然の機能について』（種山恭子共訳、京都大学学術出版会〈西洋古典叢書〉1998）
- トーマス・A．スレザーク『プラトンを読むために』（丸橋裕、角谷博共訳、岩波書店 2002）
- ガレノス 『ヒッポクラテスとプラトンの学説 (1)』、※ 同 (2) は未刊
木原志乃共訳。京都大学学術出版会〈西洋古典叢書〉2005
- G.S.カーク、J.E.レイヴン、M.スコフィールド『ソクラテス以前の哲学者たち』
木原志乃、國方栄二、三浦要、丸橋裕共訳。京都大学学術出版会 2006
- クセノポン『ソクラテス言行録 (1)』 京都大学学術出版会〈西洋古典叢書〉2011

「ソクラテスの思い出」（メモラビリア）を収録
- 『アリストテレス全集』（岩波書店 全20巻・別巻（総索引）2013-）。神崎繁・中畑正志と編集委員
  - 『1 総解説』2013。『4 自然学』2017 を担当・訳。
- クセノポン『ソクラテス言行録  (2) 』 京都大学学術出版会〈西洋古典叢書〉2022

「家政管理論」、「酒宴」、「ソクラテスの弁明」を収録

## 論文
- Cinii